# 아시아의 교통
아시아의 교통에서는 아시아 지역의 교통수단의 역사, 발전, 현황에 대하여 설명한다.

## 아시아 역사

### 교통 개발의 성격
아시아 각지의 근대교통은 육·해상 모두가 후진지역 개발을 위한 수단으로, 유럽·아메리카의 선진국에 의하여 발달하기 시작하였다. 이는 유럽의 교통근대화 과정과 그 양상을 달리하는 것으로서 유럽의 교통기관은 유럽인 전체를 위하여 발달하였지만, 아시아의 근대교통 수단은 아시아인을 위한 것이었다기보다는 그곳에 세력을 잡은 선진 열강의 자본에 의해 그들을 위한 것으로 발달하였다. 전후에는 열강의 식민지로부터 벗어난 이들 국가가 교통기관을 경제개발에 연결시켜 발전시킴으로써 주체적인 급속도의 발달을 이루었다. 그러나 그것도 육상교통의 경우에 한한 것이며, 해상 교통은 아직도 유럽·아메리카 선진국 선박에 의존하고 있는 실정이다.

### 근대 이전
가장 오래된 방법인 눈 속에서 신는 짚신에서부터 최신식 항공기에 이르기까지 몇 백 종류에 이르는 교통방법이 현재의 아시아에는 공존하고 있다. 아시아의 지형적 격리성은 여러 지역간의 교통 발달을 저해하여 왔다. 아시아의 큰 산맥은 대부분 동서 방향으로 달리고 있으므로, 특히 남북간의 교통이 불편하게 되어 있다. 그러나 동서 교통로는 일찍부터 열려, 한나라 때부터 비단길이라고 불리어 경제적으로나 문화적으로 동서간의 동맥로 역할을 하였다. 아시아에서는 또 지역간의 교통이 발달치 못하였을 뿐만 아니라 지역 내부의 교통도 충분히 발달하지는 못하였다. 그 원인은 아시아의 경제수준이 낮았기 때문이다.

### 근대 이후
그러나, 특히 근대교통기관의 발달이 빨랐다. 우선 대륙을 가로질러 자동차교통이 성행하게 되었다. 세계 철도연장의 15%는 아시아에 있다. 철도는 어느 정도 인구밀도에 비례하여 발달했으며, 자바, 인도의 갠지스평야나 데칸반도도 동유럽 정도로 보급되고 있다. 뒤떨어진 아시아 교통에도 발달의 징조가 보여 일본·인도는 철도교통이 상당히 발달하였고, 중국에서도 내륙 개발을 목적으로 하는 철도가 건설되고 있다.

## 교통 수단 현황

### 도로 교통

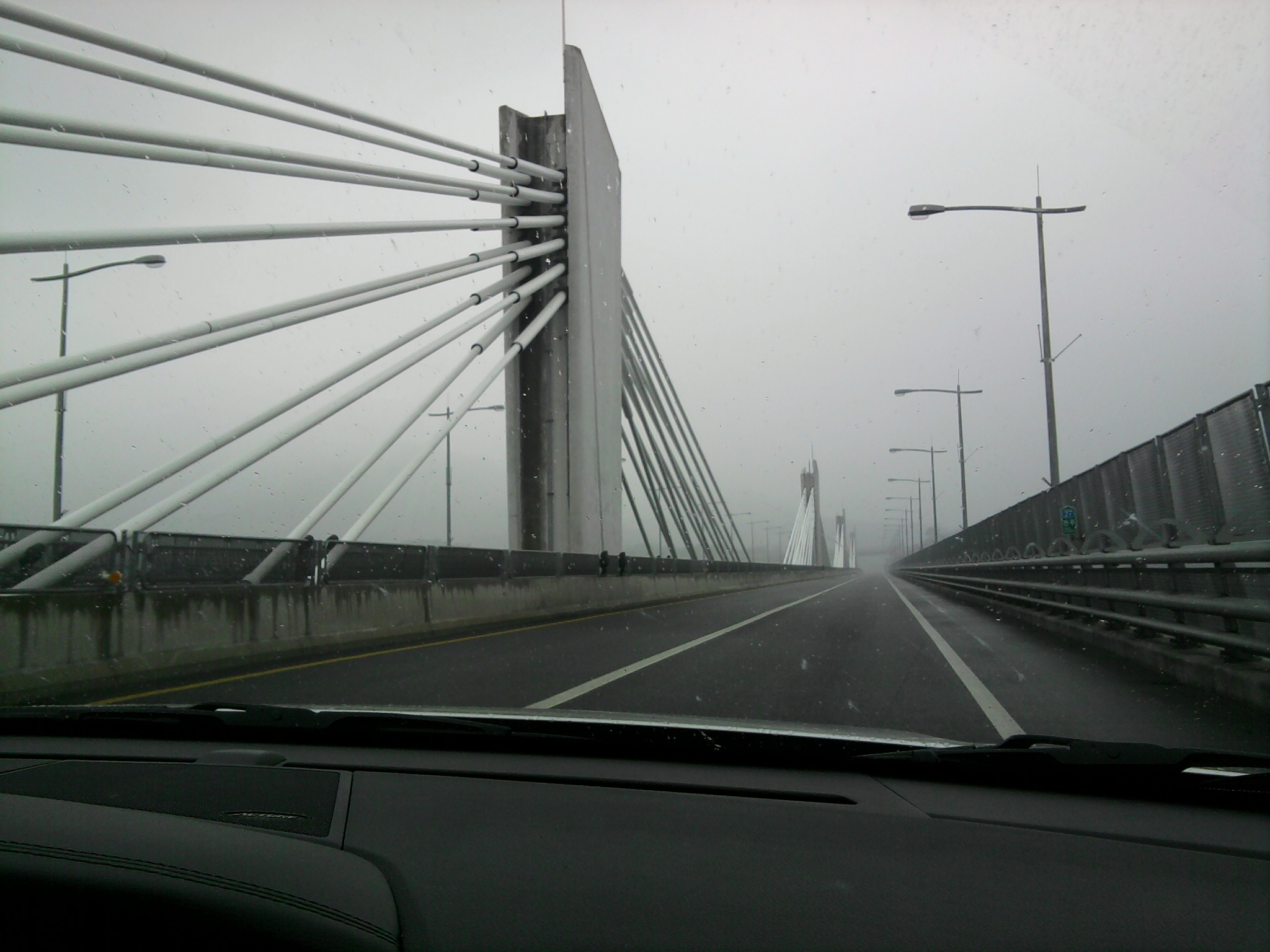
대한민국의 도로. 교량 기술이 발전함에 따라 바다나 큰 강을 가로지르는 도로 교통이 가능하게 되었다.

#### 동북아시아
- 대한민국 : 고속국도 제1호선인 경부고속도로를 비롯하여 4,000km에 달하는 31개의 고속도로 등의 도로가 있다. 도로에 관해서는 도로법을 따른다. 대한민국의 교통 행정은 국토교통부가 관장하고 있다.
- 러시아 : 도로 교통은 매우 낙후되어 있어 고속도로는 발달되어 있지 않으며 포장률도 극히 낮다.

#### 동남아시아
- 인도네시아 : 자바에는 포장도로망이 발달해 있으나 그 밖의 섬에서는 도로가 미개발상태이다.
- 필리핀 : 루손을 중심으로 자동차 도로가 발달해 있다.

#### 남아시아
- 인도 : 도로망이 정비되어 있는 데 비해서 보급률이 낮다.
- 파키스탄 : 카라치에서 인더스강 연안을 따라 북상하여 라호르·라왈핀디를 거쳐 페샤와르를 지나 카이버 고개에 이르는 옛 실크로드가 간선도로이다.
- 방글라데시 : 대중교통수단으로 릭샤가 있고 오토바이를 개조해 만든 2인용 베이비택시와 10인용 템포는 공해의 주범이다.[모호한 표현]
- 네팔 : 네팔의 경우 도로 교통이 전체 교통 수단의 3분의2를 차지하며, 언덕과 산이 많은 북부 지역에서는 도로나 다른 기반시설을 만드는 것이 까다롭고 비용이 많이 든다. 2003년 기준, 포장도로는 8500km이었다. 인도에서 네팔의 카트만두 계곡으로 가는 믿을 만한 도로는 단지 1개 뿐이다.
- 아프가니스탄 : 카불－칸다하르사이, 64년 구소련의 원조로 개통된 카불에서 힌두쿠시 산맥을 관통하는 살랑터널 등의 간선도로는 좋으나, 그 외는 사막도로이다.

#### 서아시아의 교통
- 이란 : 산유국답게 잘 정비된 도로망에 주로 자동차가 이용[출처 필요]되고 있다. 원거리 버스 노선도 잘 발달하여 북·서유럽 여러 나라와의 사이에 국제버스가 운행되고 있다. 테헤란에서 서쪽으로는 자동차전용고속도로가 이어져 있다. 도시교통도 전적으로 택시·버스에 의존[출처 필요]하고 있기 때문에 교통의 마비상태는 대단하다.

### 철도 교통
- 횡단철도 : 아시아와 유럽을 잇는 시베리아 횡단 철도, 중앙아시아 면작지(綿作地)와 시베리아의 곡창지대를 연결하는 투르크시브 철도, 중국의 만저우리 시에서부터 베이징·한커우·광둥을 잇는 철도 등이 있다. 서아시아에서는 소(小)아시아로부터 이라크·이란을 연결하는 철도가 있다.

#### 동북아시아
- 대한민국 : 3,000km의 철도 및 광역전철, 지하철 등이 있다. 도로에 비해서는 인프라가 부족한 편이다. 서울특별시 등 수도권의 광역전철망이 가장 광대하며, 그 외에도 광역시에는 지하철이 설치, 운행되고 있다.
- 조선민주주의인민공화국 : 1961년부터의 7개년 계획으로 철도노선의 신설, 광궤화(廣軌化), 전화(電化), 디젤화가 진행되었으나, 아직도 수송력 부족현상은 해소되지 않아 계속적으로 철도 노선 증강에 노력을 기울이고 있다. 중국·러시아 양국과의 국제선은 조중국경철도연합위원회(朝中國境鐵道聯合委員會)·조소국경철도협동위원회 관리하에 운영되고 있다.
- 중국 : 1949년에 중화인민공화국이 성립되자 전쟁으로 파괴된 철도노선의 복구작업과 새로운 철도노선 건설에 대한 계획이 정력적으로 추진되었다. 1957년 이후로는 중국·소련 기술진의 협력에 의하여 소련·몽골·베트남·북한 등과의 국제선 건설도 진행되었다. 그 중에서도 베이징과  모스크바 사이 약 9,000km는 세계에서 가장 긴 국제철도이다.

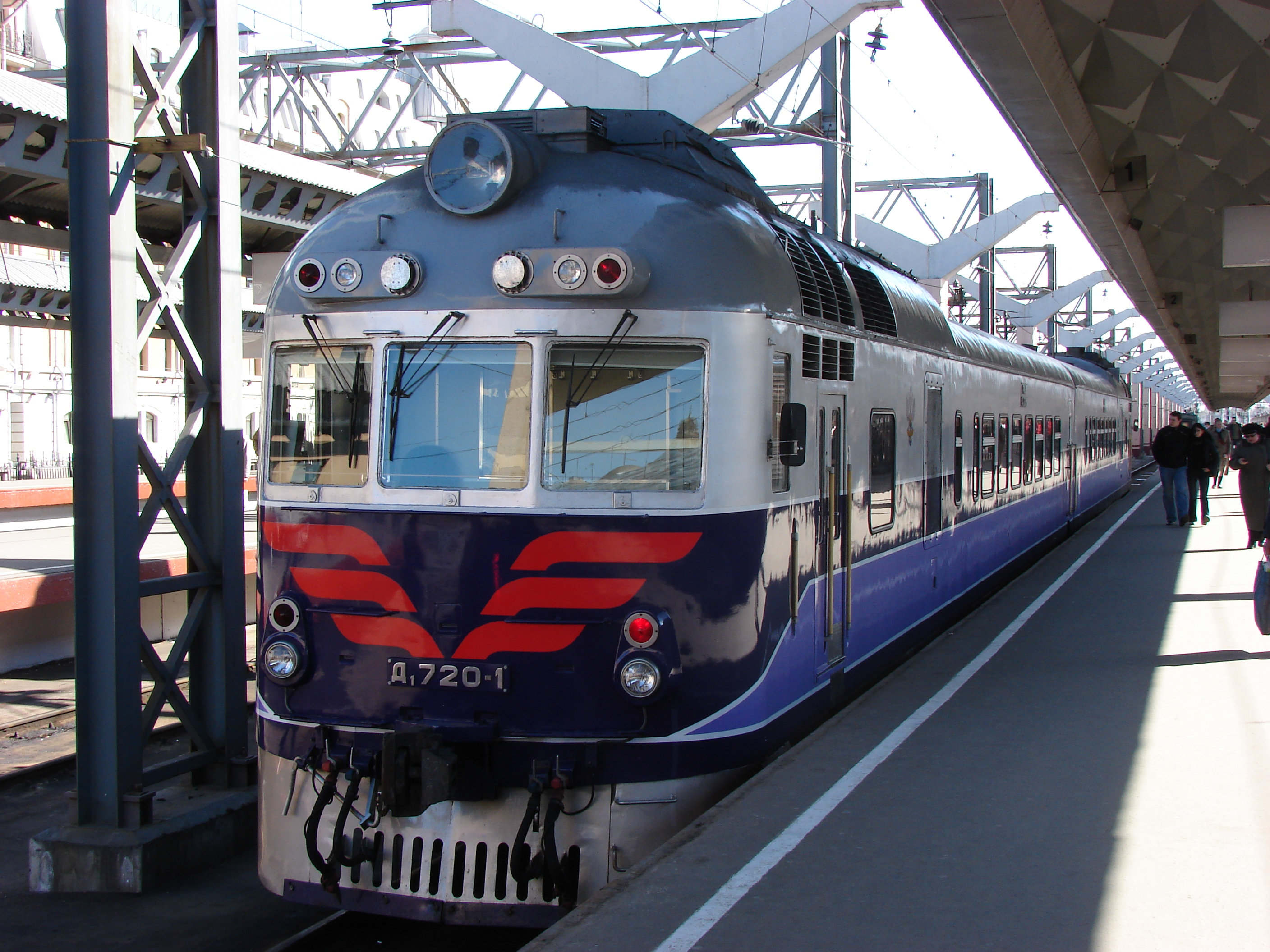
러시아의 열차

- 러시아 : 철도 총연장은 8만 7, 000km이며, 철도의 밀도는 1km당 4.5km이다. 현재 노선의 상당부분이 노후화되어 운송 효율이 떨어지고 있으며, 컨테이너 수송률은 전체 화물의 1%에도 못 미치고 있다. 러시아의 철도는 독립국가연합 소속 국가 및 발트 3국(라트비아·에스토니아·리투아니아) 등과 단일 체제로 운영되고 있으며, 국가가 직접 운영하고 있다.  러시아의 울란우데－울란바토르－알렌을 잇는 지닝(중국어: 集宁)철도가 몽골과 러시아·중국을 연결해서 관통하고 있는 외에 초이발산 철도가 시베리아 철도와 접속되어 있다.[1]

#### 동남아시아
- 타이 : 1893년에 시작된 타이의 철도는 그 뒤 국유화되어 타이국철이 운영하고 있다. 주요한 노선은 방콕을 중심으로 방사상으로 뻗어 있다. 즉 치앙마이에 이르는 북선(北線), 코라토를 거쳐 농카이 또는 우봉에 이르는 동북선(東北線), 아란야부라테이트를 지나 캄보디아 국유철도에 접속하는 동선(東線), 하자이를 거쳐 말라야 철도에 통하는 남선(南線) 등 4개 노선이다. 1m의 협궤(狹軌)가 쓰이고 있고, 장작을 때서 움직이는 증기기관차가 중심인데, 1965년 무렵부터는 디젤화가 추진되고 있다.
- 홍콩 : 홍콩섬의 케이블카와 노면전차를 제외하면 주룽반도(九龍半島) 앞끝의 주룽에서 중국 국경의 뤄후(羅湖)를 거쳐 중국 영토로 들어가는 광저우(廣州)  주룽철도(35km)가 있을 뿐이다. 이 철도선에서는 1949년 이래 정지되어 있었던 국제열차의 운행이 79년 4월에 재개됨으로써 국경에서 갈아타기의 불편이 없어졌다. 79년 10월에는 최초로 지하철도가 개통되었다.
- 인도네시아 : 철도가 자바와 수마트라의 일부 지방에 부설되어 있다. 여러 가지 궤간(軌間)의 철도가 있는데, 3/4은 수도 자카르타가 있는 자바섬에 부설되어 있다.
- 베트남 : 쿤밍 ~ 하노이 사이 등 베트남에 이르는 노선은 베트남 전쟁 때 중요한 역할을 하였다. 하노이에서 호치민 시(옛 사이공)까지 해안선을 남하하는 철도가 있는데, 프랑스와 싸운 인도차이나 전쟁과 이어진 월남·미국 등과의 베트남 전쟁으로 크게 파괴되었다. 특히 베트남 남부의 피해가 커서 마비상태에 빠져 있었으나, 통일 후인 1976년에는 30년 만에 개통하였다. 베트남전쟁중 북베트남 최대항구인 하이퐁과 수도 하노이를 연결하는 철도는 큰 역할을 하였다.
- 캄보디아 : 수도 프놈펜으로부터 서쪽으로 보이베트(타이 국경)에 이르는 노선과 남쪽으로 콤퐁솜만(灣) 방향으로 가는 노선이 있는데 모두 단선이다.
- 필리핀 : 루손섬, 파나이섬에서 철도가 경영되고 있다.

#### 남아시아
아시아에서 가장 복잡하고 오래된 철도망이 오늘날 인도와 파키스탄 및 방글라데시의 3개국에 나뉘어 있다. 이것은 영국령시대에 부설된 것들이다. 1849년에 동인철도회사가 설립되었고, 53년에는 최초의 철도가 봄베이  타나 사이에서 개통되었다.
- 인도 : 철도부의 관할하에 8개의 철도가 있고, 각각 중부·동부·북부·동북부·동북국경·남부·동남부·서부의 8개 지구를 달리고 있다. 현재 철도의 총연장은 약 6만 km에 달하고 있다. 그러나 다른 교통수단이 발달해 있지 않기 때문에 철도교통은 항상 혼잡하다.
- 방글라데시, 파키스탄 : 방글라데시쪽의 철도는 태반이 1,000mm 게이지인 데 비해 파키스탄의 철도는 주로 1,676mm 게이지이다. 1960년 이후 계속적으로 전화(電化)보다는 디젤기관차를 채용하는 움직임이 강하다. 파키스탄의 철도는 간선도로와 같은 방향으로 건설된 노선의 교통량이 가장 많다.
- 네팔 : 네팔의 철도는 남부에 있는 59km짜리 한 개가 유일하다.(2003년)

#### 서아시아
- 이란 : 이란의 철도는 테헤란을 중심으로 페르시아만연안·카스피해연안·아제르바이잔·호라산·케르만에 통하고 있으며 그 연장은 5,000km에 달한다.
- 터키 : 터키는 공화국 수립 이전인 1856년에 시작된 철도건설이 거의 전적으로 외국자본에 의한 것이었으나 철도는 그 후 전부 국유화되었다. 국토 전역에 미치는 철도는 물자수송의 주요수단이 되고 있다. 주요간선은 이라크의 바그다드에서 아나톨리아 고원을 횡단하여 이스탄불에 이르는 바그다드 철도이다. 수도 앙카라와 지중해, 에게해, 흑해 연안의 모든 도시를 연결하는 철도는 잘 발달해 있으나 폰투스 산맥과 타우루스 산맥이 흑해와 지중해에 연해 있기 때문에 해안지방의 여러 도시를 연결하는 철도망은 발달해 있지 않다.

### 수상 교통
근대적 육상 교통의 발달이 뒤진 아시아에서는 상대적으로 수상 교통이 하는 역할이 크다. 하천은 예로부터 가장 중요한 교통로로 이용되고 경제적 동맥이 되어 왔다.

#### 동북아시아

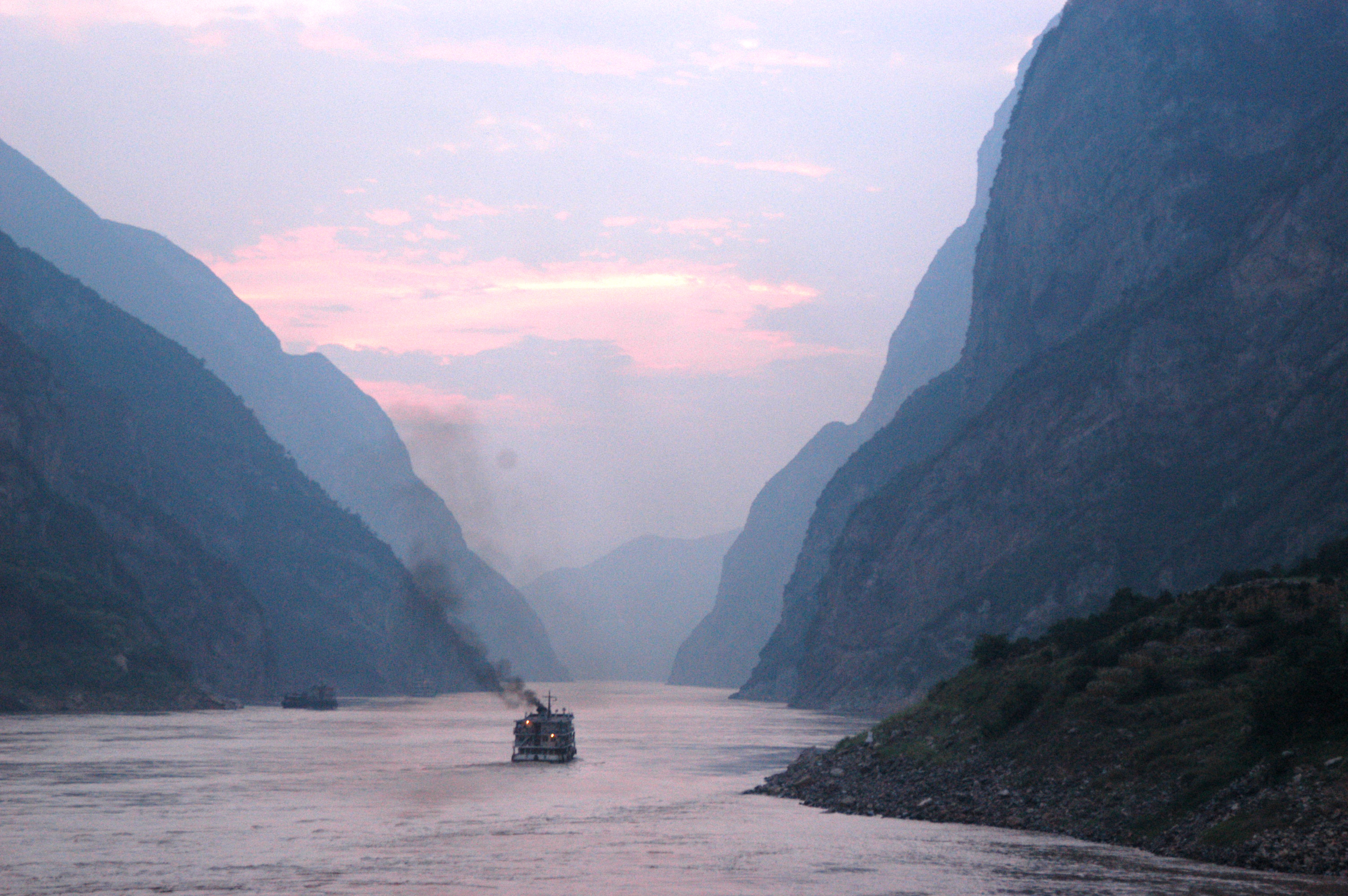
중국의 장강(창강)

- 중국 : 중국의 장강(창강)은 수상 교통으로써 중요한 역할을 해왔다. 예부터 중국에서 남선북마(南船北馬)라 일컬은 것은 창강 수계가 차지하는 경제적 의의를 설명하는 것이다. 수나라 때부터 화중의 농산물을 화북으로 운송할 목적으로 건설된 대운하는 현재는 국부적으로 이용될 뿐이고, 남북간의 물자 수송은 경한선·진포선 등의 철도로 하고 있다.
- 러시아 : 러시아의 하천 수송(河川輸送)은 시원치 않으나 볼가 강·레나 강·예니세이 강 등은 주요한 교통로 역할을 하고 있다.

#### 동남아시아
- 미얀마도 하천수운이 가장 중요한 교통수단으로서 이라와디강(버마어: ဧရာဝတီမြစ)이 교통의 대동맥이 되고 있어, 하구에서 1,500km 떨어진 바모까지 기선이 통행하고 있다. 시탕 강(버마어: စစ်တောင်းမြစ), 땅륀강도 교통에 이용되고 있다.

#### 남아시아
- 인도 : 인도는 갠지스강, 브라마프트라강, 인더스강 등의 대하천을 이용한 하천교통이 있는데 상당히 먼 내륙지방까지 기선의 항행이 가능하다.
- 방글라데시 : 방글라데시도 수로가 중요 교통로이며, 약 7,240km 정도에 이른다. 도시와 도시를 이어주는데 여객선과 화물선이 정기적으로 다닌다.

### 해상 교통

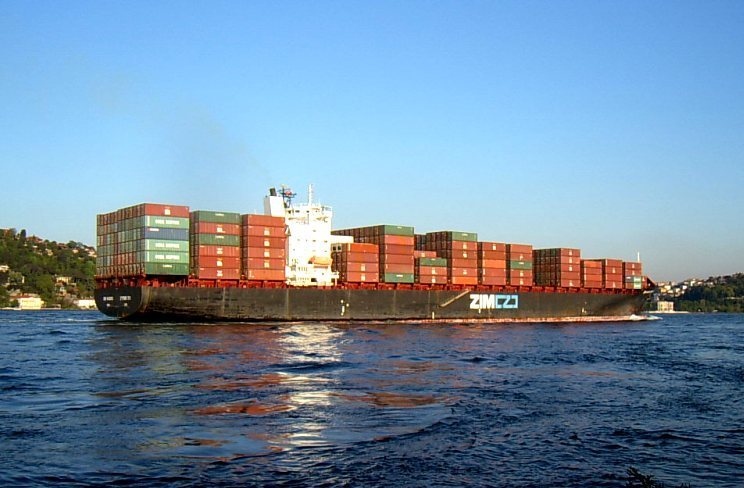
이스탄불에 있는 짐 컨테이너선

유럽과 아시아를 맺는 항로는 1869년의 수에즈운하 개통 후 갑자기 늘어났으며, 태평양을 통한 아메리카대륙과 아시아의 해운도 활발해졌다. 또 북극해를 통한 연락은 1878~79년 N.A. 노르덴쇨드의 베가호에 의해 개통되었다. 많은 섬으로 된 국가인 인도네시아나 필리핀에서는 해운(海運)이 극히 중요하다.

#### 동남아시아
- 인도네시아 : 인도네시아는 전전(戰前)[언제?]에는 네덜란드의 업체가 연안항로를 거의 독점하다시피 하고 있었으나, 1957년에 이러한 권익은 모두 인도네시아에 의해 국유화되었다.
- 싱가포르 : 싱가포르는 아시아의 국제 교통 허브이다. 많은 항공 및 해운 노선이 이곳을 지난다. 싱가포르 항(Port of Singapore)은 PSA인터내셔널(PSA International)과 주롱 포트(Jurong Port)에 의해 운영되는데, 취급 선적 톤수 기준으로 세계 2위(2005년)인 총중량 11.5억톤, 컨테이너 물동량 기준으로 2320만 TEU를 기록했다.
- 필리핀 : 필리핀도 선박의 항행으로 국토가 이어지고 통일되기 있다.
- 미얀마 : 미얀마는 대외무역이 주로 양곤항을 통해서 이루어진다.

#### 남아시아
- 인도 : 인도는 캘커타, 마드래스, 봄베이 등의 항구를 중심으로 발달하였다.

#### 서아시아
- 터키 : 터키는 해안가까이에 산맥이 많아 철도가 발달하지 못하고, 예부터 해상 교통이 활발하였다. 터키 최대의 항구 이스탄불은 흑해와 마르마라해 중간에 위치한다는 좋은 지리적 조건 때문에 물자의 거래가 성행한다. 에게 해안의 이즈미르, 지중해안의 이스켄데룬, 흑해안의 삼순과 트라브존도 주요항구이다.

### 항공 교통
아시아에서의 항공기 이용은 아주 중요하다. 동아시아·남아시아·서아시아의 문화권을 맺는 항공로는 최근 더욱더 밀접해졌으며 북극권 항공로도 열려 유럽·아메리카 대륙과의 항공교통도 편리해졌다.

#### 동북아시아

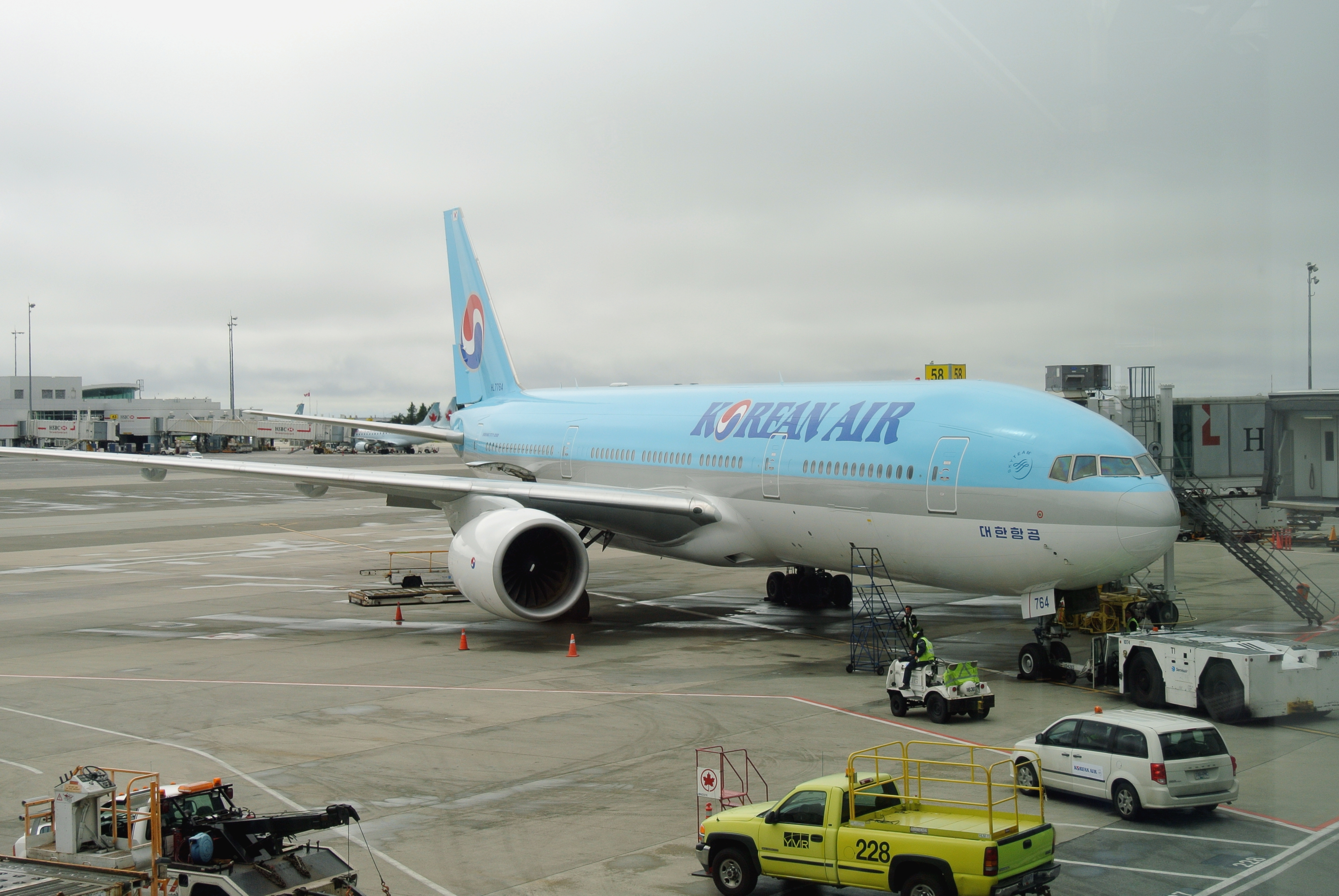
대한항공의 보잉 777-200ER

- 대한민국 : 대한민국의 대표적인 항공사는 가장 큰 대한항공이다.
- 러시아 : 러시아의 항공 교통은 자동차 교통보다 급속히 발전해 왔다. 현재 러시아에는 민간 항공사 141개사, 항공기 8,200여 대가 취항하고 있으며 여객 수송의 20% 가량을 담당하고 있다. 러시아 항공기는 전 세계 87개 국에 취항하고 있으며 20여 개의 외국 항공사가 러시아에 정기 노선을 운영하고 있다.

#### 동남아시아
동남아시아를 여행하는데 가장 많이 이용하는 교통 수단은 항공편이다. 섬 나라가 많은데다 열대우림 등으로 뒤덮인 지역이 대부분이어서 육상교통이 발달하지 못했기 때문이다. 섬나라 현지 서민들은 값싼 배를 많이 이용하는 편이나 배는 시간이 많이 걸려 여행자들이 이용할 만한 교통 수단은 아니다. 특히 대륙에 붙어 있는 태국이나 말레이시아 등 일부 국가를 이동할 때는 철도나 도로 등을 이용할 수 있지만 인도네시아, 필리핀, 타이완 등 섬나라로 이동할 때는 항공기를 이용하는 것이 유일한 방법이다.
- 인도네시아 : 인도네시아는 국영기업인 가르다 인도네시아가 국내선과 국제선을 운영하고 있다.
- 방글라데시 : 방글라데시는 다카에 국제공항이 있다.

#### 남아시아
- 네팔 : 네팔에는 48개의 공항이 있으며 그 중 10개는 포장된 활주로가 있다.

#### 서아시아
- 터키 : 터키는 근년에 항공기의 발달로 국내항로가 정비되었는데 이스탄불은 국제항공상의 요지가 되어 있기도 하다.